# حسن شالچیان
حسن شالچیان (۱۲۹۰، تهران – ۱۳۷۹، تهران) وزیر راه و ترابری ایران در دولتهای مختلف دوران پهلوی بود.

## زندگی
وی در تهران متولد شد. پس از انجام تحصیلات ابتدائی و متوسطه در سال ۱۳۰۹ برای تحصیلات عالی رهسپار اروپا شد و در بلژیک در رشته مهندسی راه و ساختمان درجهٔ مهندسی گرفت و در ۱۳۱۵ به ایران بازگشت و وارد وزارت راه شد. اولین سمت وی ریاست جاده چالوس بود و تدریجاً مشاغل مختلفی را در آن وزارتخانه طی کرد. در ۱۳۳۹ به معاونت آن وزارتخانه منصوب گردید. در ۱۳۴۲ امیراسدالله علم نخست‌وزیر، در ترمیم کابینهٔ خود مهندس شالچیان را به سمت وزیر راه معرفی کرد. در ترمیم کابینه حسنعلی منصور، به جای حسن کشفیان مجدداً وزیر راه شد. در دولت امیرعباس هویدا این سمت را حفظ کرد و قریب هفت سال وزارت راه را بر عهده داشت و سرانجام جای خود را به جواد شهرستانی داد و از کابینه خارج شد. در شهریور ۱۳۵۷ که شریف امامی به نخست‌وزیری انتخاب شد و کابینه آشتی ملی تشکیل داد، شالچیان برای بار سوم به وزارت راه معرفی شد. عمر این کابینه بیش از دو ماه طول نکشید و ساقط شد. وی در سال ۱۳۷۹ در تهران درگذشت. وی در بهشت زهرای تهران قطعه ۱۰۳، ردیف ۱۳۰، شماره ۴۷ به خاک سپرده شد.